# Chrysoclista splendida
Chrysoclista splendida ist ein Schmetterling (Nachtfalter) aus der Familie der Grasminiermotten (Elachistidae).

## Merkmale
Die Falter erreichen eine Flügelspannweite von 14 bis 17 Millimeter. Die Art unterscheidet sich von dem ähnlichen Chrysoclista linneella durch die größere Flügelspannweite. Der schwarzbraune Costalstrich weitet sich von der Basis zum silbrigen Costalfleck deutlich. Der kleine silbrige Fleck in der Nähe der Flügelbasis und der silbrige Fleck am Innenrand haben jeweils ein Büschel schwarzbrauner abstehender Schuppen.
Bei den Männchen sind die Gnathos-Arme lang und gekrümmt. Sie sind an der Basis breit und distal stark zugespitzt. Der Apex ist mit vier großen Dornen besetzt. Das Tegumen ist kurz und breiter als lang. Die Valven sind an der Basis am breitesten und verjüngen sich allmählich zu einem abgerundeten Apex. Die Anellus-Lappen sind lang und schlank, sie sind etwa 2/3 so lang wie die Valven. Der Aedeagus ist fast im 90-Grad-Winkel gebogen. Die Genitalarmatur der Männchen unterscheidet sich von Chrysoclista lathamella durch die spitz zulaufenden Gnathos-Arme, die schlankeren Anellus-Lappen und den stark gebogenen Aedeagus.
Bei den Weibchen sind die Apophyses posteriores anderthalb mal so lang wie die Apophyses anteriores. Die Sklerotisierung des achten Tergits ist seitlich konvex. Das Antrum ist schlicht und trichterförmig. Der Ductus bursae ist schmal und vor der Mitte gekrümmt. Das Corpus bursae ist länglich und medial leicht verengt.

## Verbreitung
Chrysoclista splendida ist in Mitteleuropa beheimatet. Nach Fauna Europaea kommt die Art auch in Westeuropa (Portugal, Frankreich) und in Südosteuropa (Rumänien, Bulgarien, Mazedonien) vor. Nachweise aus Schweden gelten als zweifelhaft.

## Biologie
Die Raupen entwickeln sich an Weiden (Salix). Einige Exemplare wurden von Kasy 1958 zufällig aus Ästen und Stämmen der Silber-Weide (Salix alba) und Purpur-Weide (Salix purpurea) gezüchtet, die von der Gallmücke Rabdophaga saliciperda befallen waren. Rebel fand 1925 eine Vielzahl von Exemplaren an den Stämmen alter Silber- und Bruch-Weiden (Salix fragilis). Die Falter können von Ende Mai bis Juni an den Stämmen und Baumstümpfen alter Weiden in Gewässernähe beobachtet werden. Einige Exemplare im Natural History Museum in London wurden der Etikettierung zufolge von September bis Oktober in Wien gesammelt.

## Systematik
Aus der Literatur sind folgende Synonyme bekannt:
- Chrysoclista bimaculella auctt. (nec Haworth, 1828); Fehlbestimmung
- Chrysoclista lathamella auctt. (nec Fletcher, 1936); Fehlbestimmung